# Deena Aljuhani Abdulaziz
Deena Aljuhani Abdulaziz est une femme d'affaires saoudienne et rédactrice en chef du Vogue Arabia.

## Biographie

### Carrière
En 2017, elle est choisie par Jonathan Newhouse (en) pour diriger Vogue Arabia,.

### Vie de famille
Elle fait partie de la dynastie saoudienne.